# Stanisław Dworzański
Stanisław Franciszek Ksawery Dworzański (ur. 25 października 1897 w Limanowej, zm. 7 września 1919 w Drahunach) – porucznik Wojska Polskiego II Rzeczypospolitej, pośmiertnie awansowany na kapitana, kawaler Orderu Virtuti Militari.

## Życiorys
Urodził się w Limanowej, w rodzinie Jana i Antoniny z Hofmannów. W 1912 wstąpił do Polskich Drużynach Strzeleckich. W 1914, będąc jeszcze uczniem VIII klasy gimnazjum w Nowym Targu, wstąpił do kompanii nowotarskiej Legionów Polskich. Walcząc w składzie 2 pułku piechoty został ranny pod Łowczówkiem i pod Kostiuchnówką. W styczniu 1915 został awansowany na kaprala, a w lutym uzyskał świadectwo dojrzałości. 15 października 1916 awansowany na sierżanta i przeniesiony do 5 pułku piechoty. Po kryzysie przysięgowym wcielony do austriackiego 6 pułku strzelców konnych. W czasie urlopu zdrowotnego wstąpił na Wydział Prawa Uniwersytetu Jagiellońskiego.
Od listopada 1918 brał udział w walkach o Lwów. Już jako podporucznik 5 pułku piechoty Legionów walczył w wojnie polsko-bolszewickiej. Brał udział w wyprawie wileńskiej. W bitwie nad Dzisną i nad Dryssą został kilkakrotnie ranny. Pozostał jednak na polu walki i dowodził nadal kompanią. Zmarł w wyniku ran 7 września 1919 w miejscowości Drahuny. Pośmiertnie awansowany na stopień kapitana.
Jego ciało początkowo złożone zostało w grobowcu zasłużonych w Nowym Targu, a potem przeniesione do grobowca rodzinnego.

## Ordery i odznaczenia
- Krzyż Srebrny Orderu Wojskowego Virtuti Militari nr 3170[3] – pośmiertnie, 10 sierpnia 1922[4][5]
- Krzyż Niepodległości[3] – pośmiertnie, 19 grudnia 1930 „za pracę w dziele odzyskania niepodległości"[6]
- Krzyż Walecznych[3]